# Vänd dig inte om
Vänd dig inte om  är ett studioalbum från 2004 av det svenska dansbandet Mats Bergmans. Albumet sålde över 20 000 exemplar och placerade sig som högst på 16:e plats på den svenska albumlistan.

## Låtlista
1. En kväll med dig
2. Vänd dig inte om
3. Stanna hos mig inatt
4. En liten fågel (Ein bißchen Frieden)
5. Bara va' en man
6. King of the Whole Wide World
7. Så länge drömmen finns kvar
8. Landsvägens cowboy
9. Ett två tre
10. Som ett öppet hav
11. Min plats här i världen
12. Du gav bara löften
13. Sommaren med dig
14. Att skiljas är att dö lite grann

## Listplaceringar
| Lista (2004) | Topplacering |
| ------------ | ------------ |
| Sverige      | 16 .         |